# Mammelomys
Mammelomys is een geslacht van knaagdieren uit de muizen en ratten van de Oude Wereld dat voorkomt op Nieuw-Guinea. Het geslacht is tot 1996 tot Melomys gerekend, maar volgens Menzies (1996) is het niet bijzonder nauw verwant aan Melomys. Het is een vrij zeldzaam geslacht, dat slechts twee soorten omvat.
Het zijn grote ratten, met een achtervoetlengte van meer dan 36 mm. De staart is van boven donker en licht van onder, meestal met een witte punt. De staartschubben zijn plat en bevatten steeds drie lange haren. De achtervoeten zijn zeer lang en smal. De eerste teen aan de achtervoet is zeer smal. Op de onderkant van de voetzool zitten spaarzame haren. Vrouwtjes hebben, als enige van de Nieuw-Guinese Muridae, slechts twee mammae. Daar is ook de naam Mammelomys van afgeleid.
Er zijn twee soorten:
- Mammelomys lanosus (centraal gebergte van Nieuw-Guinea, meestal boven 1000 m hoogte)
- Mammelomys rattoides (noordelijk Nieuw-Guinea, tot 1500 m hoogte; Japen)